# Min Jesus, lad mit hjerte få
Min Jesus, lad mit hjerte få er en dansk salme som Carl Nielsen satte musik til.

## Tekst
I Carl Nielsens nodebog er teksten krediteret som "Gammel dansk".
I Den Danske Salmebog er den krediteret til Biørn Christian Lund i 1764, med bearbejdning i 1778 og til N.F.S. Grundtvig i 1846.
Den strofiske sang er på 4 strofer med hver 4 verselinjer, hvor rimmønstret er abab, der dog ikke med moderne udtale passer i første og anden strofes anden og fjerde linje, hvor "dig" skulle have rimet på "umistelig" og "lystelig" ifølge rimmønstret.

## Melodi
I Salmebogens tidligere version er til teksten foreslået en melodi af Johann Crüger fra 1653.
Carl Nielsen har stået for en nyere melodi, som han senere benyttede som et tema i sin blæserkvintet.
Et centralt motiv i melodien forekommer allerførst med Min Jesus, lad:
Motivet bliver gentaget ved tekstens 2. verselinje: en sådan smag, og med variation og transponering bliver det også gentaget i tredje verselinjes at dag og nat.
Motivet i dets oprindelige form findes også i begyndelsen af Carl Nielsens melodi til salmen Der er en vej, som verden ikke kender, hvor det dog optræder originalt i G-dur.
I Carl Nielsens bog fra 1919 er sangen sat i A-dur og dens toneomfang er en lille decim der går fra et cis til et e.
Senere udgivelser har transponeret melodien en halvtone ned til As-dur
eller endnu længere ned til G-dur.

## Udgaver
Melodi og tekst er som en af 49 i Carl Nielsens bog Salmer og åndelige Sange: Halvhundred nye melodier for hjem, kirke og skole udgivet med ophavsret i 1919 af Wilhelm Hansen, Musik-Forlag.
Salmen er at finde i Den Danske Salmebog som nummer 217 i Salmebogsversionen fra 2003, hvor den står under "Troen på Guds Søn - Påske".
I den tidligere version fandtes den som nummer 189.

## Indspilninger
Musica Fictas indspilning er under ledelse af Bo Holten og er udgivet i forbindelsen med deres værk Den dansk sangskat.
Deres version følger Paul Hellmuths arrangement.
Kaare Norge står for en guitar-version af blæserkvintets variationer indspillet i 2008.
- http://www.kb.dk/da/nb/tema/fokus/mdrsang/cnjesus.html Arkiveret 29. januar 2011 hos  Wayback Machine